# フェノール・亜鉛華リニメント
フェノール・亜鉛華リニメント（英：Phenol and Zinc Oxide Liniment）とは、液状フェノール（C6H6O）および酸化亜鉛（ZnO）を有効成分とする日本薬局方収載の外用の医薬品であり、水痘による掻痒などに対して用いる。別名カチリともいう。

## 小史
フェノール・亜鉛華リニメントは、土肥慶蔵の創案による処方といわれ、日本において古くから用いられているが、日本以外の国の公定書には収載されていない。
別名のカチリは、ドイツ語表記：Karbol Zink Linimente（カルボール（Karbol）は、フェノール（Phenol、石炭酸という意味のCarbolic acidも同意語）の独別名を略したもの。

## 薬理作用
フェノール（2%）の防腐、消毒、鎮痒作用と酸化亜鉛の収れん作用のほか、皮膚面に塗擦すると水分が蒸発してトラガントの薄膜が残り、皮膚を保護する作用を有する。

## 組成
本剤は、以下の組成からなるリニメント剤（全量1000gの場合）。

液状フェノール：22mL

トラガント末：20g

カルメロースナトリウム：30g

グリセリン：30mL

酸化亜鉛：100g

精製水：適量

## 効能
皮膚そう痒症、汗疹、じん麻疹、小児ストロフルス、虫さされ

## 用法
1日1～数回、適量を患部に塗布する。

## 禁忌
びらん、潰瘍、結痂、損傷皮膚および粘膜